# (20000) Варуна
(20000) Ва́руна (англ. Varuna) — транснептуновый объект, один из крупнейших кьюбивано (классических объектов пояса Койпера), отделённый объект. Открыт 28 ноября 2000 года Робертом Макмилланом, руководителем проекта Spacewatch.
Варуна имеет вытянутую форму — 859×453 км, прежняя оценка диаметра Варуны — около 1060 км. Эксцентриситет орбиты — 0,051, большая полуось орбиты — 43,129 а. е., перигелий — 40,915 а. е., афелий — 45,335 а. е., орбитальный период — 283,20 года. Угол наклона к плоскости эклиптики — 17,2°. Масса ~5,9⋅1020 кг. Предположительно состоит из смеси пористых пород с низкой плотностью (плотность ~1 г/см³). Цвет поверхности — умеренно красный, но чрезвычайно тёмный (альбедо <0,04).
Номер по каталогу малых планет — 20000.
Предварительное обозначение — 2000 WR106.

## Название
Кьюбивано Варуна назван в честь одного из главных божеств ведийского пантеона — повелителя мировых вод, хранителя справедливости, стража бессмертия Варуны (санскр. वरुण), из-за связи с водной стихией часто отождествляемого с греческим Посейдоном и римским Нептуном. Название предложила хореограф Мриналини Сарабхаи. Кроме имени, Варуна получил дополнительное цифровое обозначение «20000» в знак того, что является одним из крупнейших классических объектов пояса Койпера, обнаруженных до настоящего времени.

## Размер
| Год  | Диаметр (км) | Примечания                |
| ---- | ------------ | ------------------------- |
| 2001 | 900          | Джевитт                   |
| 2002 | 1060         | Лелоуч                    |
| 2005 | 936          | Гранди                    |
| 2005 | >621         | Телескоп Спитцер 2-группа |
| 2007 | 502          | Телескоп Спитцер 1-группа |
| 2010 | 1003         | Хорд                      |

Размеры большого объекта пояса Койпера могут быть определены одновременно наблюдениями теплового излучения и отражённого солнечного света. Тепловые излучения слабы у удалённых объектов, также их определению дополнительно препятствует атмосфера Земли, только слабый «хвост» выбросов доступен для наземных наблюдений. Кроме того, оценки зависят от модели с неизвестными параметрами (например, полюса ориентации и тепловой инерции). Следовательно, оценки альбедо сильно варьируют, в результате чего, будут существенные различия и в предположительных размерах. Оценки размеров Варуны варьировали от 500 до 1060 км. Две последние оценки Спитцера ближе в 500 км (310 миль) и несовместимы с оценками 2005 года в 936 +238
−324 км, на основе ранее полученных результатов (900 +129
−145) и (1060 +180
−220). Этому несоответствию результатов Спитцера с ранними (субмиллиметровыми) наблюдениями дано объяснение от оригинальных авторов (Стансберри и др.); в данном случае имеет ряд трудностей в случае Варуны, авторы склоняются в пользу субмиллиметровых результатов (Джевитт, Лилоуч) для этого объекта, а не к данным Спитцера.

## Покрытия
7 декабря 2008 года было предположено, что Варуна покроет собой звезду в Близнецах со звёздной величиной 14,7. Это событие позволило бы определилить нижний предел размеров Варуны. Если бы можно было провести несколько наблюдений покрытий Варуной других звёзд, то можно было бы определить и его точный размер. По прогнозам предположено, что событие может произойти только при наблюдениях из Южной Америки и Африки, однако сообщений об убедительном подтверждении события нет.
28-секундное затмение звезды 11,1 звёздной величины Варуной наблюдалось с Камалау, Параиба, Бразилия, в ночь на 19 февраля 2010 года. Результаты затмения 2010 года, длившегося в Сан-Луисе около 52,5 секунды, соответствуют поперечнику в 1003 км, но наблюдения в Кишаде дают на 255 км меньший результат, что даёт основания предполагать наличие удлинённой формы для Варуны. Затмение произошло вблизи максимальной яркости Варуны, покрытие при наблюдении очевидно было максимальным по площади для эллипсоидальной формы. Размер Варуны по данным покрытия 2010 года составляет 1120×424 км, по данным покрытия 2013 года — 859,0 ± 8,6 × 453,3 км.

## Орбита

Орбиты Варуны (синяя) и Плутона (красная)

Варуна классифицируется как классический транснептуновый объект и следует по почти круговой орбите с большой полуосью около 43 а. е., аналогично Квавару, но с большим наклоном. Его орбитальный период сходен с периодом Квавара — 283 года. График показывает, полярный обзор (сверху; орбита Варуны синего цвета, Плутона — красного, Нептуна — серого). Перигелии, афелии и даты прохождения также отмечены. Орбиты Варуны и Плутона имеют очень близкие наклонения и аналогично сориентированны (узлы обеих орбит достаточно близки). Однако, хотя наклонения их орбит к плоскости эклиптики отличаются всего на 0,06 градуса и, казалось бы, плоскости их орбит должны быть очень близки и друг к другу, именно из-за 13-градусной разности долгот их восходящих узлов взаимное наклонение орбит Плутона и Варуны составляет 3,83 градуса. Варуна находится на расстоянии 43 а. е. от Солнца и на почти круговой орбите. В отличие от Плутона, который находится в резонансе 2:3 с Нептуном, Варуна не имеет каких-либо значительных возмущений в движении со стороны Нептуна. Обзор эклиптики иллюстрирует сравнение почти круговой орбиты Варуны с эксцентричной орбитой (е = 0,25) Плутона, но аналогично наклонённой.

## Физические характеристики
Варуна имеет период вращения около 3,17 ч (или 6,34 ч, в зависимости от того, кривая блеска одно- или двухгорбая). Учитывая быстрое вращение, редкое для таких больших объектов, как Варуна, происходит удлинение сфероида (отношение оси 2:3), со средней плотностью около 1,0 (примерно равен плотности воды). Изучения кривой блеска Варуны обнаружили, что наиболее подходящей моделью Варуны является трёхосный эллипсоид с осями В, С в отношениях В/=0,63-0,80, С/=0,45-0,52 и объёмная плотность 0,992 С момента открытия Варуны был обнаружен и другой, ещё бо́льший, быстро вращающийся объект (3,9 ч) Хаумеа, который, как полагают, тоже имеет продолговатую форму. Поверхность Варуны умеренно красная (по сравнению с Кваваром) и имеет небольшое количество водяного льда, обнаруженного на её поверхности.